# Dordogne libre
Vous lisez un « bon article » labellisé en 2020.
Pour la période de Libération du département, voir Histoire de la Dordogne.
Dordogne libre (surnommé par le sigle DL ; ) est un quotidien départemental français fondé à Périgueux en 1876. D'abord titré L'Avenir de la Dordogne puis Périgueux Libéré, il prend la dénomination de Dordogne libre après la Libération, le 7 septembre 1944. Depuis 1983, le journal est la propriété du groupe Sud Ouest.
Diffusé principalement dans le département de la Dordogne, le quotidien couvre essentiellement l'actualité locale de Périgueux et de son agglomération. Le journal est connu pour ses unes parfois provocantes et sa manière d'aborder certains sujets sur un ton décalé ou humoristique. Imprimé à 6 750 exemplaires au plus fort de son succès en 2009, son tirage mensuel moyen s'élève en 2020 à 5 500 exemplaires.
En 2020, Dordogne libre est l'un des plus anciens quotidiens de France et l'un des derniers quotidiens locaux en Dordogne.
Depuis 2022, Dordogne libre est dirigée par Renaud Solacroup.

## Ligne éditoriale
Le journal Dordogne libre fait partie de la presse quotidienne régionale et départementale. Il traite des sujets d'actualité locale et s'adresse essentiellement aux habitants de la Dordogne,. Avec un projet rédactionnel orienté sur la proximité,, Dordogne libre est en 2020 l'un des plus anciens quotidiens de France et l'un des derniers quotidiens locaux en Dordogne,. Il se définit lui-même comme « le journal des Périgourdins » au niveau microlocal,,, un « interlocuteur auprès des élites politiques » et un « porte-parole des citoyens ». Aucune source n'établit un positionnement éditorial précis au quotidien, à l'exception de L'Humanité, journal ouvertement communiste, qui le juge « très conservateur » au moment des élections cantonales de 1994. La rédaction affirme garder son indépendance quand elle traite régulièrement de sujets institutionnels et de vie politique locale.

## Historique

### L'Avenir de la Dordogne(1876-1944)

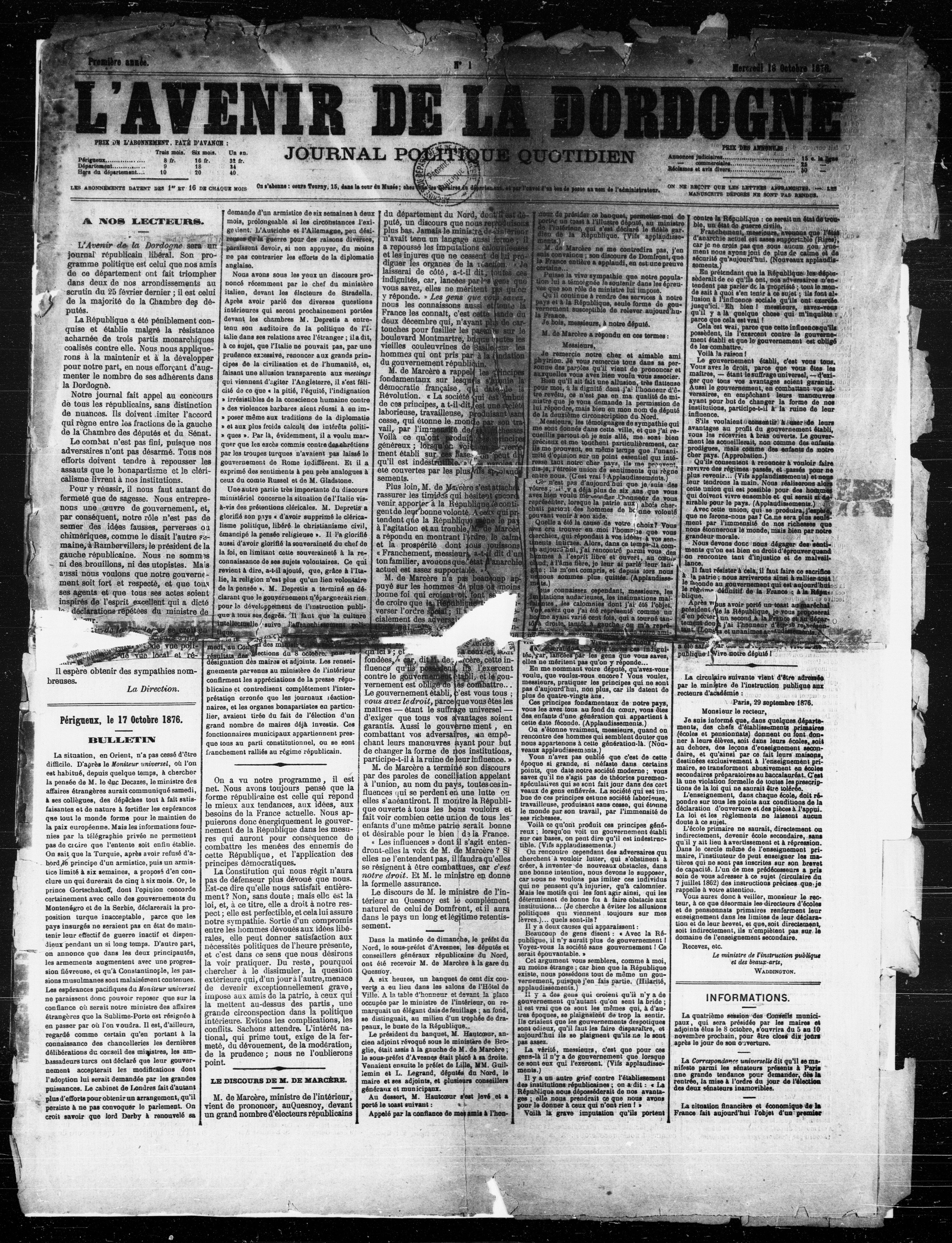
Premier numéro de L'Avenir de la Dordogne datant du 18 octobre 1876.

Avec l'appui financier d'un distillateur franc-maçon de Bordeaux nommé Secrétat, l'imprimeur Dominique Joucla fonde L'Avenir de la Dordogne et en devient son directeur de la publication,. Il est décrit comme un « laïque convaincu, homme de centre gauche, dénonçant les menées de la droite bonapartiste et de la droite radicale, [ne manquant] pas d'affirmer son opposition à la gauche extrémiste ». Avec son premier numéro imprimé à Périgueux et paru en 2 000 exemplaires le 18 octobre 1876, L'Avenir de la Dordogne est le premier journal politique, républicain et libéral du département de la Dordogne,,,,. Dans l'introduction de ce premier numéro, le journal s'identifie clairement comme un soutien politique de la majorité républicaine à la Chambre des députés. Alors membre de la loge maçonnique de Périgueux « Les Amis Persévérants et l'Étoile de Vésone Réunis », Dominique Joucla devient une personnalité locale importante et l'un des dignitaires du Grand Orient de France. Grâce au tirage de son journal, il influence le vote des citoyens périgourdins en soutenant des positions anticléricalistes et en s'opposant à des hommes de droite comme Pierre Magne et Oscar Bardi de Fourtou.
En 1881, Dominique Joucla ouvre une nouvelle imprimerie à Périgueux, au 19 rue Lafayette, où il fait éditer le journal. E. Dantou puis Léopold Chaumont lui succèdent en tant que rédacteurs en chef.
Entre le 14 décembre 1899 et le 19 août 1905, le journal fait publier 285 numéros d'un supplément hebdomadaire intitulé L'Avenir illustré. Chaque supplément comporte huit pages et paraît tous les mercredis. Souvent illustré par des croquis du dessinateur Jean Moy, le supplément traite de l'histoire de la Dordogne, du patrimoine architectural et religieux local, de la faune et de la flore en Périgord, mais aussi des contes et légendes de la région. Pendant la grève des typographes du 5 au 9 mai 1920 et la grève des imprimeurs du 7 au 23 novembre 1923, le journal se réunit avec L'Argus du Périgord sous le titre L'Avenir et l'Argus réunis.
En 1938, L'Avenir de la Dordogne est tiré en 3 500 exemplaires. Le journal, propriété de Jeanne Clair, la fille de Dominique Joucla, est alors dirigé par Victor Bousquet. Censuré puis réquisitionné pour la propagande sous le régime de Vichy, le quotidien cesse de paraître le 19 août 1944, après 192 numéros.

### Développement d'un journal d'après-guerre (1944-1983)

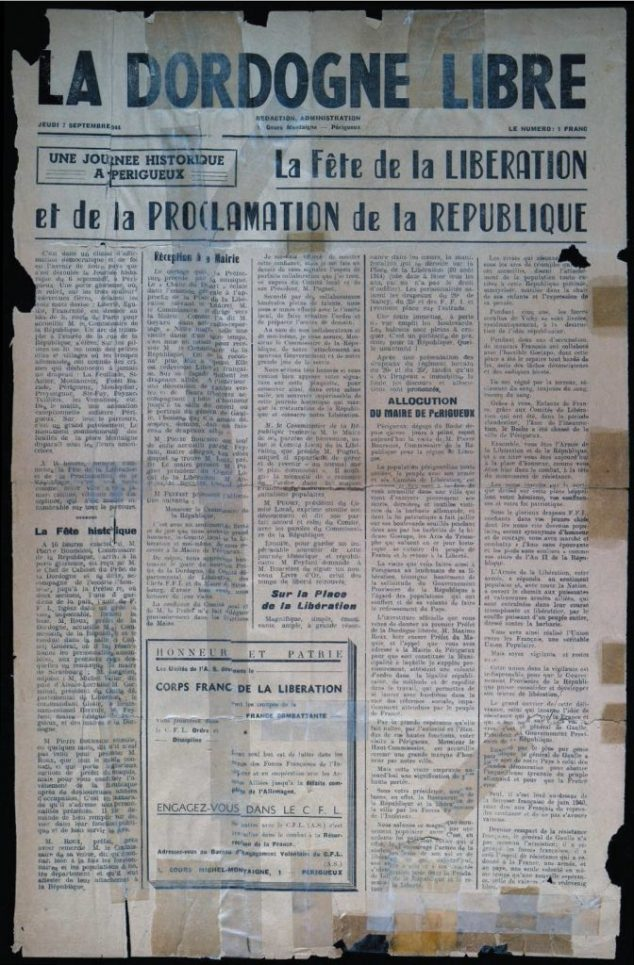
Premier numéro de La Dordogne libre datant du 7 septembre 1944.

Le comité communal de Libération a besoin d'un titre de presse indépendant. La Résistance ne veut pas que le journal garde le même nom, dorénavant associé à la collaboration française pendant l'Occupation,. Elle le titre donc Périgueux Libéré et le premier numéro paraît le 2 septembre 1944,. Le résistant Édouard Hemmerlé, dit Achard, en devient le directeur de la publication. Il publie le discours prononcé par Marcel-Edmond Naegelen, alors maire adjoint de Strasbourg, lors des obsèques des 41 fusillés du 35e régiment d'infanterie.
Le journal cesse de paraître pour être remplacé par le premier numéro de La Dordogne libre, vendu dans les kiosques le 7 septembre 1944 à partir de 14 heures,,,. Fermée depuis le 18 août, l'imprimerie Joucla reprend son activité. Le journal sort au prix d'un franc et propose les informations de la ville sur une page. Après avoir obtenu plus de papier, le journal paraît sur deux pages à partir du 11 septembre. Le 29 septembre, La Dordogne libre est exceptionnellement publiée en couleurs pour une publicité en faveur de l'emprunt de la Libération. Le journal connaît très rapidement un vif succès au niveau local, la population ayant besoin d'informations vraies après plusieurs années de propagande nazie sous l'Occupation. La société à responsabilité limitée (SARL) du journal est créée le 14 août 1945, date à laquelle Abel Mèredieu devient le nouveau directeur de la publication.
En 1951, un incendie embrase les bureaux de l'imprimerie, mais la parution du journal n'est pas interrompue. En 1952, Victor Bousquet reprend la gérance du quotidien. Son beau-fils Jean Babayon (marié à sa fille unique Rolande), alors professeur à l'école privée Saint-Jean, devient son rédacteur en chef, puis le remplace en tant que directeur jusqu'en 1979.
Entre 1946 et 1981, le journal quotidien publie en parallèle un supplément hebdomadaire intitulé La Dordogne républicaine, qui soutient explicitement le Rassemblement des gauches républicaines (RGR) et les mouvances radicales-socialistes.

### Rachat du quotidien par le groupe Sud Ouest (depuis 1983)
Dès la fin des années 1970, le quotidien et l'imprimerie Joucla font face à des pertes financières. Interrogé par Le Monde en novembre 1976, Jean-François Lemoigne, directeur du groupe Sud Ouest, explique qu'il refuse d'acheter le quotidien, ne souhaitant pas que « la puissance financière prime sur le journalisme ». Alors qu'elle utilise principalement des linotypes et emploie une masse salariale plus élevée que la moyenne, l'imprimerie Joucla n'est plus compétitive face au développement de l'offset et de la photocomposition. Le journal fait alors l'objet d'intérêts politiques de rachat par des proches du maire de Périgueux, Yves Guéna, de l'opposition municipale mais aussi de proches du conseil général de la Dordogne. Placé sous redressement judiciaire, le journal est provisoirement administré par l'adjoint d'Yves Guéna, maire de Périgueux. L'idée de former une société coopérative et participative est émise.
Alors que le journal est toujours la propriété de la famille Joucla, le groupe Sud Ouest réagit à nouveau et fait finalement l'acquisition de Dordogne libre et de l'imprimerie en octobre 1983. La transaction se fait dans un contexte où le groupe restructure son journal-phare et cherche à s'implanter durablement sur le territoire face au groupe Hersant Média,,,,. Alors considéré comme l'un des plus petits titres de la presse française, Dordogne libre devient le cinquième quotidien à intégrer le groupe. Les moyens du groupe, devenu actionnaire majoritaire, permettent l'augmentation du nombre de pages, de journalistes et de lecteurs,. Le journal souhaite alors se départir de l'étiquette de quotidien du maire, après l'intérêt politique qu'il avait suscité juste avant son rachat.
Jusqu'alors publié l'après-midi, le journal sort le matin à partir du 2 janvier 1984,. Le 1er mars suivant, le quotidien change de format. En 1989, le quotidien franchit pour la première fois le cap des 4 000 exemplaires.
Toujours en 1989, l'imprimerie Joucla est transférée en banlieue de Périgueux, à Boulazac, et cesse d'exister en avril 2001,. En 1990, le journal décide de confier l'impression à Charente libre, un quotidien départemental situé à Angoulême et faisant également partie du groupe Sud Ouest. Le journal compte alors 3 000 lecteurs. Pendant l'année 1993, Dordogne libre est le quotidien le moins cher de France, en étant vendu au numéro à 2,70 francs.
À partir de 1993, l'Office de justification de la diffusion (OJD) remet plusieurs étoiles à la rédaction pour l'évolution positive de ses ventes : une en 1993, une en 2003, une en 2005, une en 2009 et une en 2010,. Jusqu'alors située rue Guynemer, la rédaction emménage, en parallèle, dans les locaux de l'allée d'Aquitaine, qu'elle occupe depuis 2002. À partir de 2003, alors que la presse quotidienne traverse une crise importante en France, Dordogne libre est l'un des seuls journaux à gagner des lecteurs,, et dépasse même les 6 000 exemplaires vendus en 2005. Il atteint son record de diffusion en 2009, avec 6 749 parutions par jour. Le prix au numéro s'élevait alors à 70 centimes, ce qui en faisait l'un des quotidiens départementaux les moins chers de France,.
En 2012, alors qu'il fait face à une baisse de diffusion et à une chute des recettes publicitaires, le groupe Sud Ouest procède à une réorganisation du groupe et à une suppression de postes, notamment au sein de la rédaction de Dordogne libre. Ce journal reste en 2020 l'un des plus anciens quotidiens de France.

## Équipe rédactionnelle
| 1944 – 1952 | Édouard Hemmerlé    |
| 1956 – 1979 | Jean Babayon,       |
| 1984 – 1987 | Michel Frindel      |
| 1987 – 1997 | Richard Lavigne,    |
| 1999 – ?    | Jean-Pierre Barjou, |
| 2004        | Jean Marziou        |
| 2009        | Stéphane Vacchiani  |
| 2017 - 2022 | Thomas Brunet       |
| Depuis 2022 | Renaud Solacroup    |

La rédaction compte cinq journalistes en 1993, puis sept journalistes et un rédacteur en 1999. En 2009, elle s'agrandit avec quatorze journalistes. Fin 2019, elle ne compte plus que neuf journalistes permanents, auxquels s'ajoutent deux journalistes sportifs et deux photographes,. Pour compléter les effectifs de journalistes salariés, la rédaction fait appel à des correspondants bénévoles dans certaines communes du département. La conférence de rédaction a lieu chaque matin,. Le soir, vers 19 h 30, chaque journaliste soumet sa une.
Les relations entretenues par les rédactions de Dordogne libre et Sud Ouest, toutes deux rattachées au groupe homonyme, mènent à une « émulation saine » entre les deux quotidiens. En 1993, le rédacteur en chef de Dordogne libre, Richard Lavigne, confie au Monde qu'ils « échangent des informations, mais [chaque rédaction] veille jalousement sur ses exclusivités et n'en fait pas part au voisin avant que les faits soient imprimés ». Les offres apparaissent complémentaires, plutôt que concurrentes.

## Maquette et rubriquage
La maquette change radicalement après le rachat du journal par le groupe Sud Ouest en 1983. Le grand format a fait place au tabloïd, la couleur est apparue et l'information locale occupe dorénavant huit puis vingt-quatre pages (au lieu de quatre pages précédemment),,.
La une se veut le reflet de l'actualité locale et est parfois amenée à être provocante. Guy Dutheil, journaliste au Monde, mentionne notamment la une du 25 juillet 1999, titrée « Les États-Unis font une crise de foie » ; il souligne la volonté de la rédaction « d'allier astucieusement les aspects internationaux aux enjeux locaux », ici lorsque les menaces américaines de sanctions financières à l'encontre des produits du terroir sont commentées « dans le pays de la truffe et du foie gras ». Frédérique Roussel, journaliste chez Libération, évoque la une du 1er septembre 2007, après que le magazine Voici avait publié des photos en vacances de Xavier Darcos, alors maire de Périgueux et nouveau ministre de l'Éducation nationale ; Dordogne libre avait titrée sa une : « Les Darcos la jouent people ».
Édité en page 2 depuis 1953, « Monsieur Écho » est le billet le plus ancien du quotidien. Longtemps rédigée par le journaliste Michel Labussière, cette rubrique a pour objectif d'aborder des éléments d'un sujet d'actualité, des brèves ou des faits-divers sur un ton décalé ou humoristique.
Depuis janvier 2000, les pages sur l'actualité de la ville de Périgueux sont en début de journal, suivies par une section consacrée à l'actualité de l'agglomération, avant les pages d'actualité concernant les autres communes du département. Le quotidien compte d'autres rubriques systématiques depuis 2007 : les préoccupations de la vie quotidienne ; les tests comparatifs (par exemple, le prix d'un demi de bière dans les différents bars de Périgueux, ou la vérification des réalisations des personnalités politiques par rapport à leurs promesses électorales) ; le programme télévisé ; les prévisions météorologiques au niveau départemental uniquement ; le « Bon anniversaire à » en page 2, sous forme d'interview en trois questions d'une personnalité locale (par exemple, un élu, un commerçant ou un bénévole dans une association) ; les résultats sportifs ; les jeux ; les petites annonces,,,,. Chaque samedi, un dessinateur de presse croque en deuxième page sa vision satirique de l'actualité périgourdine ; depuis janvier 2019, c'est le dessinateur thibérien Raphaël Bossavie, dit « Livingstone », qui collabore avec le journal, remplaçant ainsi Pascal Labory.
Le logotype bleu sur fond blanc est devenu la marque de fabrique du journal,.

Identité visuelle (logo)
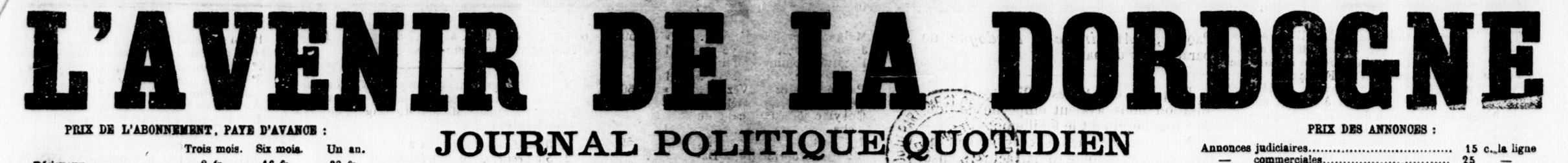
Manchette en 1877.
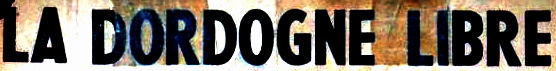
Manchette en 1944.
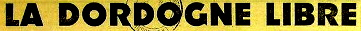
Manchette en 1945.
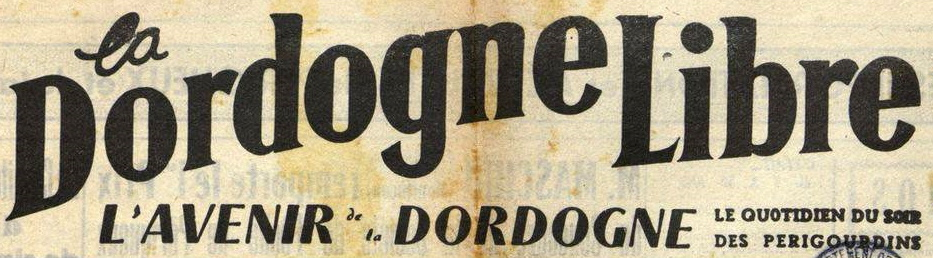
Manchette en 1958.
Manchette en 1985.
Manchette en 1990.
Manchette en 2006.
Manchette en 2008.
Manchette en 2009.
Manchette entre 2010 et 2024.
Manchette depuis 2024.

## Financement, publication et diffusion
Dordogne libre bénéficie des aides à la presse distribuées par l'État français depuis la Révolution française, dans le but de favoriser la liberté de la presse, le pluralisme médiatique et la diffusion des titres sur le territoire. En 2017, le montant total des aides pour le quotidien s'élève à 101 758 euros.
Le quotidien est édité par le groupe Sud Ouest. Depuis 1990, il est imprimé sur les rotatives de Charente libre à Angoulême,.
En 2019, le journal compte 2 201 abonnés, ce qui représente 47 % des canaux de diffusion. Les ventes individuels de numéro et le portage à domicile représentent respectivement 32 % et 21 %. Imprimé à 6 750 exemplaires au plus fort de son succès en 2009, son tirage mensuel moyen s'élève en 2020 à 5 480 exemplaires,.
| Année | Diffusion totale payée | Diffusion totale |
| ----- | ---------------------- | ---------------- |
| 2016  | 5 266                  | 5 486            |
| 2017  | 5 071                  | 5 286            |
| 2018  | 4 893                  | 5 098            |
| 2019  | 4 700                  | 4 896            |
| 2020  | 5 286                  | 5 480            |
| 2021  | 5 165                  | 5 357            |

Depuis 1999, le quotidien est également présent en ligne. Avec la version papier, le site dordognelibre.fr sert de deuxième support, cumulant de 70 000 à 215 000 visites par mois. La version numérique est uniquement accessible aux abonnés de la version papier, la rédaction ne proposant pas d'abonnement à la version numérique. Centrée sur l'information en continu, la plateforme regroupe sur sa page d'accueil les billets de la rédaction, des correspondants du journal et de blogueurs invités. Comme la plupart des titres de presse quotidienne régionale (PQR), Dordogne libre ne mène pas de véritable réflexion sur l'usage de sa version numérique, sur la création d'une version mobile ou sur l'utilisation des réseaux sociaux dans sa stratégie marketing. En 2014, le quotidien enregistre les scores les plus bas de la PQR française en termes de visites web et de nombres d'abonnés sur Facebook et Twitter.

## Lectorat
|                                 | Population totale | Lectorat de Dordogne libre | Lectorat de L'Écho de la Dordogne | Lectorat de Sud Ouest |
| ------------------------------- | ----------------- | -------------------------- | --------------------------------- | --------------------- |
| Genre                           |                   |                            |                                   |                       |
| Hommes                          | 46,3              | 49,7                       | 60,8                              | 52,7                  |
| Femmes                          | 53,7              | 50,3                       | 39,2                              | 47,3                  |
| Tranches d'âge                  |                   |                            |                                   |                       |
| 15 – 24 ans                     | 17,2              | 11,3                       | 8,6                               | 9,8                   |
| 25 – 34 ans                     | 18,6              | 18,5                       | 24,9                              | 17,8                  |
| 35 – 49 ans                     | 25,3              | 21,8                       | 30,7                              | 28,6                  |
| 50 – 64 ans                     | 20,8              | 30,2                       | 21,5                              | 25,9                  |
| 65 ans et plus                  | 18,2              | 18,2                       | 14,3                              | 17,9                  |
| Catégorie socioprofessionnelle  |                   |                            |                                   |                       |
| Agriculteurs                    | 0,7               | 1,7                        | 0,0                               | 0,0                   |
| Petits chefs d'entreprise       | 2,5               | 0,6                        | 0,0                               | 3,2                   |
| Cadres et professions libérales | 5,3               | 3,3                        | 5,1                               | 6,8                   |
| Professions intermédiaires      | 16,8              | 17,9                       | 5,1                               | 14,2                  |
| Employés                        | 20,8              | 19,3                       | 51,5                              | 24,1                  |
| Ouvriers                        | 7,3               | 7,7                        | 17,8                              | 8,1                   |
| Actifs                          | 53,5              | 50,5                       | 79,5                              | 56,5                  |
| Inactifs                        | 46,5              | 49,5                       | 20,5                              | 43,5                  |
| dont retraités                  | 22,4              | 26,3                       | 18,4                              | 28                    |
| dont étudiants, militaires      | 10,8              | 7,8                        | 0,0                               | 5,3                   |
| Niveau d'éducation              |                   |                            |                                   |                       |
| Primaire                        | 27,9              | 25,1                       | 33,3                              | 30,3                  |
| Technique                       | 11,3              | 12,3                       | 14,2                              | 11,8                  |
| Secondaire                      | 40,1              | 42,7                       | 42,8                              | 37,7                  |
| Supérieur                       | 19,0              | 18,2                       | 4,6                               | 18,3                  |

Depuis 1984, Dordogne libre fait le constat que son lectorat est plus âgé que ceux de L'Écho de la Dordogne et de Sud Ouest. La structure du lectorat est similaire à celle de la population totale de Périgueux, avec des prépondérances sur les retraités, les agriculteurs, les professions intermédiaires et les ouvriers. Ce vieillissement du lectorat est le premier signe d'une situation inquiétante pour l'avenir du quotidien.
En 1989, entre 4 512 et 4 820 exemplaires sont tirés. Dordogne libre atteint en moyenne 79,7 % d'audience en pénétration, talonnant Sud Ouest qui reste majoritaire en Dordogne (86,5 %), mais devançant L'Écho de la Dordogne (19,9 %). Il compte, en moyenne par numéro, 14 600 lecteurs en Dordogne et 45 000 dans toute l'Aquitaine, soit 30 % de la population départementale et 2 % de la population régionale. En terme d'audience régulière (soit cinq ou six numéros achetés par semaine sur les six parus), Dordogne Libre compte 8 400 lecteurs en Dordogne et 24 000 en Aquitaine, soit respectivement 17,3 % de la population départementale et 1,1 % de la population régionale.
La même année, sur 100 lecteurs de la Dordogne libre, 90,8 % d'entre eux lisent également Sud Ouest et 23,7 % lisent L'Écho de la Dordogne. À l'inverse, 95 % des lecteurs de L'Écho de la Dordogne et 83,6 % des lecteurs périgourdins de Sud Ouest lisent également Dordogne Libre.
En 1993, le quotidien cherche à s'adresser à deux types de lecteurs : « un lecteur peu exigeant qui y trouve le complément d'information à la télévision ou à la radio, et un lecteur plus exigeant qui lit aussi Sud Ouest ».
En 1999, le journaliste au Monde, Guy Dutheil, remarque l'attachement affectueux des lecteurs pour Dordogne libre, considéré comme une véritable « institution » à Périgueux. Les lecteurs assimilent le quotidien à un service public. L'âge moyen des lecteurs est d'environ 50 ans. Le quotidien lance alors des campagnes d'abonnement pour « capter les 30-35 ans ».
En 2009, Jean-Marie Charon, sociologue spécialiste des médias, constate que Dordogne libre a encore un lectorat vieillissant et que le quotidien reste peu attractif aux yeux du jeune public.